# Rechtsschutz von Schriftzeichen

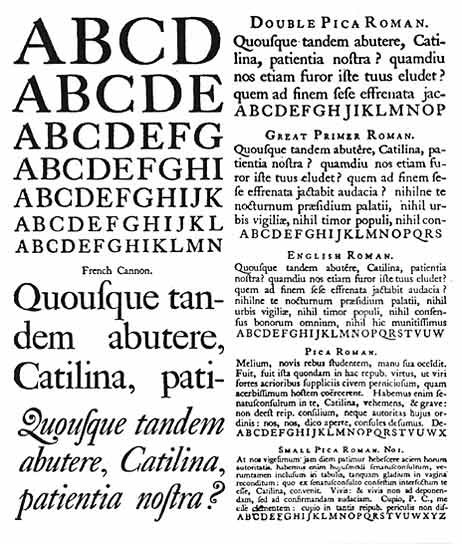
Schriftarten

Der Rechtsschutz typografischer Gestaltungen betrifft folgende Aspekte:
- den Schutz des typographischen Erscheinungsbilds einer Schriftart
- den Schutz von „Fonts“ (Computerschriften), die eine Schriftart implementieren
- den Schutz der Gestaltung von Textsatz und Notenstichbild
- den Schutz von handschriftlichen Schriftarten und Gestaltungen

Es ist nicht einfach, diese Aspekte auseinanderzuhalten. Deutlicher werden die Rechtsprobleme, wenn die Aspekte in Frageform formuliert sind:
- Darf eine bestimmte Schriftart verwendet werden, um einen zu veröffentlichenden Text damit zu setzen bzw. zu gestalten?
- Darf eine bestehende typographische Gestaltung zu Veröffentlichungszwecken übernommen werden (etwa als Reprint)?
- Darf eine handschriftliche Schriftart oder gestaltete Seite eines anderen verwendet werden?

Bei konkreten Anwendungsfällen ist immer der Schutz der Schriftart vom Schutz des mit ihr erzeugten Schriftbilds und vom Schutz des damit dargestellten Textes zu unterscheiden.

## Typographische Schriftarten

### Erscheinungsbild einer Schriftart
In Deutschland ist der Schriftzeichenschutz dem Geschmacksmusterschutz unterstellt. Nur in Ausnahmefällen kann von einem Urheberrechtsschutz von Schriftarten die Rede sein. Der Bundesgerichtshof hat hierzu ausgeführt:

„Auch für den gewöhnlichen Gebrauch bestimmte Schriften (sogenannte Brotschriften) können Kunstschutz genießen. Maßgebend für die Beurteilung, ob eine Gebrauchsschrift ein Kunstwerk darstellt, sind jedoch nicht die besonderen ästhetischen Feinheiten der Schrift, die allein ein geschulter Schriftenfachkenner herauszufühlen in der Lage ist, sondern der ästhetische Eindruck, den die Schrift bei einem Vergleich ihres Gesamtbildes mit vorbekannten Schriften dem mit Kunstdingen vertrauten und für den Anruf der Kunst empfänglichen Laien vermittelt.“

Im Ergebnis hat er die urheberrechtliche Schutzfähigkeit von Schriftzeichen aber in allen entschiedenen Fällen verneint.
Bei Gebrauchs- oder Brotschriften scheidet der Schutz nach dem Urheberrechtsgesetz, der 70 Jahre nach dem Tod des Schriftgestalters läuft (siehe Regelschutzfrist), praktisch aus. Auch bei den sogenannten Zierschriften ist er nur im Ausnahmefall gegeben.
Auch die Rechtswissenschaft der Schweiz, des Ursprungslands der maßstäbesetzenden Schweizer Typografie (siehe etwa Frutiger), verweigert Textschriften den urheberrechtlichen Schutz.
Würde man einen Urheberrechtsschutz von typografischen Schriften anerkennen, so hätte man das rechtsdogmatische Problem, dass sich der Schriftenschutz nach dem Wortlaut der Urheberrechtsgesetze auf jegliche Vervielfältigung der geschützten Buchstaben, also auch auf die Vervielfältigung damit gesetzter Texte bezieht, was aber eindeutig nicht beabsichtigt ist. Man müsste eine ungeschriebene Schranke des Urheberrechts annehmen oder jeden, der eine einschlägige Buchseite kopiert, als Lizenznehmer ansehen.
Mit dem Gesetz zum Wiener Abkommen vom 12. Juni 1973 über den Schutz typographischer Schriftzeichen und ihre internationale Hinterlegung (Schriftzeichengesetz) vom 6. Juli 1981 (BGBl.II S. 382) setzte die Bundesrepublik Deutschland dieses einschließlich der Ausführungsordnung um. Darin ist geregelt, dass die Schutzdauer zunächst 10 Jahre beträgt und auf maximal 25 Jahre verlängert werden kann.
Das durch massive Lobbytätigkeit der Association Typographique Internationale (ATypI) zustande gekommene Wiener Abkommen trägt den englischen Titel Vienna Agreement for the Protection of Type Faces and their International Deposit. Zu den 10 Erstunterzeichner-Staaten zählte nicht das Gastgeberland Österreich, wohl aber die Schweiz. Liechtenstein kam etwas später dazu. Das Abkommen ist bislang nicht in Kraft getreten, da lediglich zwei Staaten (Deutschland und Frankreich) es ratifiziert haben.
In den USA und den meisten anderen Ländern gelten keine vergleichbaren Rechtsvorschriften. Allerdings arbeiten Lobbygruppen daran, Schriftarten weitgehend gesetzlich zu schützen. Vor allem systematische Plagiate (Schriftnachahmungen) sind den Firmen, die Schriften lizenzieren, ein Dorn im Auge. In einem aufsehenerregenden Verfahren wurde 2006 ein von Microsoft angemeldetes Gemeinschaftsmuster der Segoe UI für nichtig erklärt. Die Schrift lehnt sich eng an die Frutiger an.
Nach der Amtlichen Begründung zum Schriftzeichengesetz sollte sich das Verbotsrecht des Rechteinhabers grundsätzlich nicht auf die Verbreitung der Texte erstrecken; dadurch sollte eine zu weit gehende Beeinträchtigung des Vertriebs im Buchhandel verhindert werden. Inzwischen hat aber das zum 1. Juni 2004 in Kraft getretene Geschmacksmustergesetz das vorher geltende Geschmacksmustergesetz und die entsprechenden Vorschriften im Schriftzeichengesetz abgelöst, so dass diese von Anfang an umstrittene Auffassung als überholt angesehen werden kann; siehe auch „Meine Rechte als Urheber“ von Gernot Schulze, Beck-Rechtsberater im dtv, 5. Auflage, 2004: „Der Inhaber des Geschmacksmusters an den Schriftzeichen kann also gegen die Verbreitung von Büchern und anderen Druckerzeugnissen, die in der geschützten Schrift gedruckt sind, sowie gegen anderweitige Verwendungen der Schrift einschreiten“.

### Fonts als Computerprogramme?

Schriftbeispiel der Helvetica

Die Frage, ob es sich bei einem Font um ein Computerprogramm handelt, ist nach deutschem Recht umstritten. Sie ist urheberrechtlich vor allem deshalb interessant, weil für Computerprogramme recht niedrige Schutzanforderungen gelten und von vornherein keine qualitativen oder ästhetischen Kriterien herangezogen werden dürfen (§ 69a Abs. 3 Satz 2 UrhG). Eine Einordnung als Computerprogramm könnte insofern gerade auch jenen Fonts, die lediglich so genannte Brotschriften implementieren, zum Urheberrechtsschutz verhelfen. Auf keinen Fall könnte aus dem Computerprogrammschutz allerdings gegen die Verwertung der ausgedruckten Schriftzeichen vorgegangen werden.
In der Tat vertrat im Jahr 2000 das Landgericht Köln recht pauschal die Ansicht, dass Fonts als Computerprogramme einzuordnen seien. Das urheberrechtliche Schrifttum lehnt den Computerprogrammschutz demgegenüber überwiegend ab, weil es sich bei Computerschriften grundsätzlich um Grafikdaten und keine Computerprogramme handele. Jaeger/Koglin wollen den Schutz nur für solche Fonts gewähren, die individuell eingefügte Hints – in den Fonts eingebettete Steuerungsbefehle zur Verbesserung der Bildschirmdarstellung in kleinen Darstellungsgrößen – enthalten. Dies wird auch für die Schweiz vertreten. In der Praxis wird das Hinting derweil oft nicht individuell, sondern automatisch erzeugt und nur manuell nachbearbeitet. Andererseits können bei aktuellen Fonts im OpenType-Format komplexe typografische Features im Font programmiert werden, was die Programmeigenschaft von Fonts heute wahrscheinlicher machen dürfte.

### Markenschutz
Ist der Name der Schriftart als Marke geschützt, so kann ihr Vertrieb nur unter diesem Namen verhindert werden, sofern kein Schutz nach dem Schriftzeichengesetz besteht. Beispielsweise wurde die Helvetica 1957 entworfen und 1961 auf dem Markt eingeführt. Helvetica ist eine Marke der Firma Linotype, die entsprechenden Schriftarten von CorelDraw können daher diesen Namen nicht führen, sondern heißen Swiss bzw. Switzerland.
Ungeachtet der im Artikel Geschmacksmuster erörterten bildrechtlichen Problematik ist davon auszugehen, dass die Abbildung eines beliebigen Textes, der in einer geschützten Schriftart gesetzt ist, nicht dem Verbotsrecht des Rechtsinhabers unterfällt. Der Rechtsschutz bezieht sich auf die Nutzung der Schriftart (Angebot zum Download, Erstellen des Textsatzes usw.), nicht auf die Nutzung von mit dieser Schriftart erstellten Texten.
Wie es sich bei der Darbietung von Schriftmustern geschützter Schriftarten verhält, ist nicht geklärt. In der Regel dürfte sie zumindest bei einem nichtgewerblichen Zweck unproblematisch sein.

### Freie Schriftarten

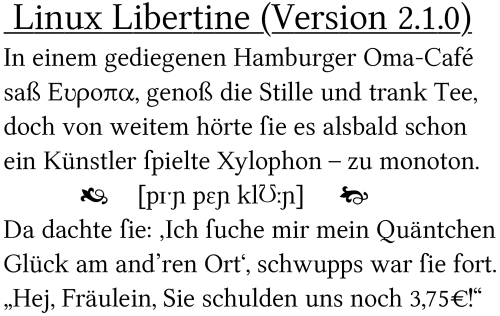
Linux Libertine

Mit dem Aufkommen von Open Source ergab sich auch das Bedürfnis nach freien Schriftarten (siehe Open-Source-Font) wie der Linux Libertine.
Die Nimbus Roman No9 L von URW Type Foundry ist die freie PostScript-Version der Times Roman.
Wer eine neu entwickelte Schrift in Deutschland freigeben möchte, muss ausdrücklich eine Patentlizenz erteilen, da die Schrift europaweit durch das Gemeinschaftsgeschmacksmuster einen automatischen, kostenlosen, nicht registrierungspflichtigen Schutz von drei Jahren Dauer genießt.

## Typographisch gesetzte Texte
Einen eigenen Schutz der typographischen Gestaltung eines Textes kennt das Recht der meisten EU-Staaten nicht. Wenn nicht andere Rechtsvorschriften eingreifen, ist es ohne weiteres erlaubt, einen (gemeinfreien) Text, der in einem Buch abgedruckt ist, als Faksimile nachzudrucken oder im Internet zu veröffentlichen. Entgegenstehende Impressumsvermerke sind meist als Copyfraud einzuschätzen.
In einigen Ländern – allen voran im Vereinigten Königreich – besteht ein Schutz für die typografische Gestaltung zugunsten der Verleger, der es verhindern soll, dass Nachdrucke gemeinfreier Schriften in Faksimileform erfolgen. Nachdrucken urheberrechtlich geschützter Werke kann ohnehin unabhängig vom Schriftfont entgegengetreten werden.
Der britische Schutz des Typographical arrangement of published editions besteht 25 Jahre vom Ende des Kalenderjahrs an, in dem das Werk erstmals veröffentlicht wurde. Dies gilt auch in Australien, Neuseeland, Jamaika und Hongkong, während in Irland und Südafrika die Schutzfrist sogar 50 Jahre beträgt. Als ehemalige Weltmacht konnte das Vereinigte Königreich diese spezifische Regelung also auch in einige andere Länder exportieren.
Diese Art Schutz für die typografische Gestaltung eines Werks ist jedoch auch außerhalb des Commonwealth bekannt, so z. B. in Indonesien, wo die Schutzfrist ebenfalls 50 Jahre seit dem Erscheinen der Edition beträgt.
Ein Verleger, der sich auf diesen Schutz berufen will, muss in einem der Länder Klage einreichen, die diesen Schutz gewähren. Andere EU-Staaten sind nicht verpflichtet, diese nationalen Besonderheiten des Vereinigten Königreichs und Irlands zu respektieren.
In Deutschland kommt es bei der wettbewerbsrechtlichen Beurteilung des Nachdrucks eines gemeinfreien Werks, das von einem Verlag selbst als Nachdruck angeboten wird, auf die Umstände des Einzelfalls an (BGH-Entscheidung „Reprint“.) Hier spielt auch der Amortisations-Zeitraum eine Rolle. Je länger ein Anbieter Zeit hatte, seine Aufwendungen wieder hereinzuholen, umso weniger darf das Wettbewerbsrecht Wettbewerber an einer Übernahme hindern. In der Entscheidung Reprint ging es um ein 1890/1902 erschienenes Werk, das 1962 gemeinfrei geworden war und beim Erscheinen des Nachdrucks (1963) bereits 12 Jahre vergriffen gewesen war. Der begehrte Schutz wurde abgelehnt.
Die mit der Übernahme des Fremdsatzes gegebene unmittelbare Leistungsübernahme wird man gemäß dem Grundsatz der Nachahmungsfreiheit nur im Ausnahmefall als unlauter ansehen können. Gemeinfreie Literatur muss nach dem Ablauf der Schutzfrist frei verbreitet werden dürfen. Der typographische Aufwand des Verlags stellt in Deutschland keinen Hinderungsgrund etwa für nicht-gewerbliche freie Projekte wie Wikisource dar, Scans moderner Ausgaben im Internet zu veröffentlichen. Voraussetzung ist natürlich, dass die Ausgaben keinen Schutz nach den §§ 70 (Wissenschaftliche Ausgaben), 71 (editio princeps) UrhG genießen.

## Notenstichbilder
Nach deutschem Recht ist ein – in der Vergangenheit vereinzelt angeregter – urheberrechtlicher Schutz von Notenbildern als Werke der angewandten Kunst (Gebrauchsgrafiken) in der Regel nicht gegeben. Der Bundesgerichtshof ging in seiner Entscheidung Notenstichbilder aus dem Jahr 1986 gleichfalls nicht von einem urheberrechtlichen Schutz des Notensatzes aus.
Dies hat zur Folge, dass das Kopieren von Noten unbearbeiteter gemeinfreier Werke grundsätzlich nicht gegen das Urheberrecht verstößt. (Ob ein Verlag – davon unabhängig – gegen einen Mitbewerber aus einem wettbewerbsrechtlichen Nachahmungsschutz vorgehen kann, wenn dieser gemeinfreie Notensätze aus seinem Angebot fotokopiert und in den Handel bringt, ist in der Vergangenheit in Rechtsprechung und Literatur diskutiert worden, wird nach heutiger Rechtslage jedoch fraglich sein.) Die weltweite Bewegung, die gemeinfreie Noten digitalisieren möchte, damit ein von den kommerziellen Angeboten der Musikverlage kostenfreier Zugriff möglich ist, läuft unter dem Etikett „Free Sheet Music“.

## Handschriftliche Schriftarten und Gestaltungen

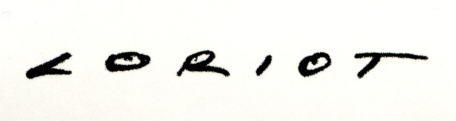
Schriftzug „Loriot“

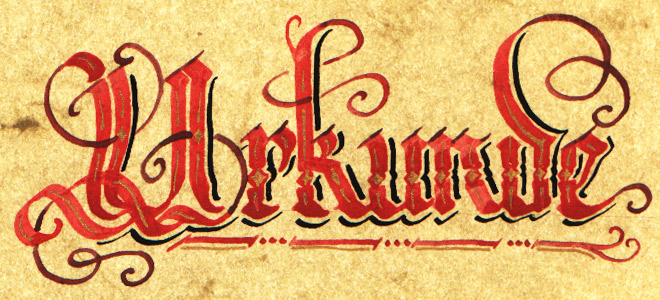
Überschrift einer kalligrafierten Urkunde, Hobby-Künstler

Der Schutz handschriftlicher Schriftarten und Gestaltungen hat in der Rechtsprechung bislang nur sporadisch Klärung erfahren.
Im Allgemeinen wird nicht davon auszugehen sein, dass etwa Autogramme oder Autographen persönliche geistige Schöpfungen im Sinne des Urheberrechtsgesetzes darstellen. Der österreichische Oberste Gerichtshof (OGH) hielt in einer Entscheidung aus dem Jahr 2016 fest, der Handschrift eines Menschen komme „in der Regel“ kein Werkcharakter zu. Denn sei die Handschrift zwar zweifellos individuell; doch ergebe sich ihre Einzigartigkeit „nicht aus dem Ausdruck künstlerischer Gestaltung, sondern aus jahrelangem, in kleinsten Nuancen geschehenden Verschleifen der gelernten Lateinschrift“. Damit sei sie kein „Produkt individueller Schöpfungskraft“, sondern beziehe ihre Einzigartigkeit vielmehr „ausschließlich aus der statistischen Unwahrscheinlichkeit, dass eine andere Person genau dieselbe Schrift verwendet“. Das Landgericht Berlin sprach dem persönlichen Schriftzug des unter dem Künstlernamen Loriot bekannten Künstlers Vico von Bülow (Abbildung nebenstehend) einen Kunstwerkschutz ab, da ihm die hierzu erforderliche Eigentümlichkeit fehle. „Allein die kantige und schräge Schreibweise unter Verwendung von Druckbuchstaben“ begründe noch keine hinreichende Schöpfungshöhe der Unterschrift, da diese Umstände „nicht geeignet sind, den Schriftzug vom rein Handwerksmäßigen und Alltäglichen abzuheben“. Ist ein normaler handschriftlicher Text als Text urheberrechtlich nicht geschützt, kann man seine Veröffentlichung nicht unter Berufung auf den urheberrechtlichen Schutz der Schriftgestaltung verhindern.
Ein Schutz nach anderen Normen kann dagegen durchaus in Betracht kommen. So sind bisweilen etwa Signaturen als Bildmarken eingetragen. In der Rechtsprechung ist auch diskutiert worden, ob die Abbildung eines persönlichen Schriftzugs aus dem allgemeinen Persönlichkeitsrecht (Art. 2 Abs. 1 in Verbindung mit Art. 1 Abs. 1 Grundgesetz) abgewehrt werden kann; im Streitfall verneinte das Landgericht Berlin einen Verstoß, weil sich die Nutzung durch ein Online-Lexikon in dem durch Art. 5 Grundgesetz geschützten Bereich der Informations-, Wissenschafts- und Kunstfreiheit hielt.
Anders als bei „normalen“ Handschriften kann es sich bei kalligrafischen Gestaltungen verhalten, bei denen etwa nach deutschem Recht ein Schutz als Werk der angewandten oder der bildenden Kunst nach § 2 Abs. 1 Nr. 4 UrhG in Betracht kommen kann. Entscheidend für einen urheberrechtlichen Schutz ist dabei nach der Rechtsprechung des Bundesgerichtshofs, ob die Darstellung einen solchen ästhetischen Gehalt aufweist, der es nach Auffassung der für Kunst empfänglichen und mit Kunstanschauungen einigermaßen vertrauten Kreise rechtfertigt, von einer „künstlerischen“ Leistung zu sprechen. Dabei kann die ästhetische Wirkung Schutz aber nur begründen, wenn und soweit sie nicht dem Gebrauchszweck geschuldet ist. Bei der Verwendung traditioneller Schriftarten (Westliche Kalligrafie) ist zu bedenken, dass derlei traditionelles Formengut in der Regel altersbedingt gemeinfrei ist; nicht selten wird in seiner bloßen „Anpassung an die Gegenwart“ kein für einen eigenständigen Schutz ausreichender schöpferischer Beitrag liegen.

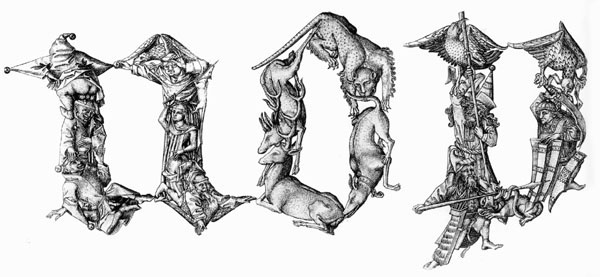
Figurenalphabet vom Meister E.S., Buchstaben, n, o, p (15. Jahrhundert)

Gerade bei der künstlerischen Kalligrafie, die keinem Gebrauchszweck dient und die gerade darauf angelegt ist, sich mehr oder minder vom Altbekannten abzuheben, wird bei entsprechend gestalteten Schriftblättern regelmäßig Urheberrechtsschutz bestehen. Damit ist freilich noch nicht gesagt, dass nicht beispielsweise die Form eines einzelnen Buchstaben übernommen werden kann. Denn der Schutz des Schriftblatts ergibt sich oft maßgeblich aus dem grafischen Gesamteindruck; die Übernahme eines einzelnen Zeichens greift aber nur dann in fremdes Urheberrecht ein, wenn der entlehnte Teil selbst – für sich betrachtet – Schutz genießt. In der Tat kommt jedoch insbesondere bei besonders ausgefallen gestalteten Buchstaben (z. B. Schmuckinitialen) ein urheberrechtlicher Schutz in Betracht. Wäre der spätmittelalterliche Meister E. S. noch keine 70 Jahre tot, so müsste man sein Figurenalphabet wohl als geschütztes Werk der bildenden Künste im Sinne von § 2 Abs. 1 Nr. 4 UrhG betrachten.